# Osimo
Osimo je italské město 12 km od pobřeží Jaderského moře v oblasti Marche, provincii Ancona.

## Vývoj počtu obyvatel
Počet obyvatel

## Sousední obce
| Růžice kompasu | Offagna, Polverigi | Antona         | Camerano                     | Růžice kompasu |
| Růžice kompasu | Santa Maria Nuova  | Sever          |                              | Růžice kompasu |
| Růžice kompasu | Santa Maria Nuova  | Osimo          |                              | Růžice kompasu |
| Růžice kompasu | Santa Maria Nuova  | Jih            |                              | Růžice kompasu |
| Růžice kompasu | Filottrano         | Montefano (MC) | Castelfidardo, Recanati (MC) | Růžice kompasu |